# پرووودوویتسه
پرووودوویتسه (به چکی: Provodovice) یک منطقهٔ مسکونی در جمهوری چک است که در ناحیه پرروف واقع شده‌است. پرووودوویتسه ۳٫۲۷ کیلومتر مربع مساحت و ۱۵۱ نفر جمعیت دارد و ۳۹۴ متر بالاتر از سطح دریا واقع شده‌است.